# Espejo para dos mujeres
Espejo para dos mujeres es una obra de teatro en dos actos de Jaime Salom estrenada en 1965.

## Argumento
Un hombre atormentado se debate entre seguir al amor de su vida o abandonarlo finalmente en aras de su cristianismo e ir en busca de una misión salvífica. 
Es una obra marcada por el profundo carácter cristiano de su autor.

## Representaciones
- Teatro Windsor, de Barcelona, en 1965.
  - Intérpretes: Jose Luis Pellicena, Julieta Serrano, María Asquerino, Mercedes Bruquetas.

- Televisión: Estudio 1, de Televisión española, el 28 de enero de 1969.
  - Realización: Gustavo Pérez Puig.
  - Intérpretes: Jose Luis Pellicena, Irene Daina, Maite Blasco, Mercedes Barranco.